# Ohne
Ohne è un comune di 575 abitanti della Bassa Sassonia, in Germania.
Appartiene al circondario della Contea di Bentheim ed è amministrato dalla Samtgemeinde Schüttorf.